# Eichen (Nidderau)
Eichen (ⓘ) ist ein Stadtteil von Nidderau im Main-Kinzig-Kreis in Hessen.

## Geographische Lage
Eichen liegt am Rande der Wetterau im Niddertal (naturräumliche Teileinheit Heldenbergener Wetterau) auf einer Höhe von 119 Metern über NN, etwa 3,5 km nordöstlich vom Stadtzentrum von Nidderau.

## Geschichte

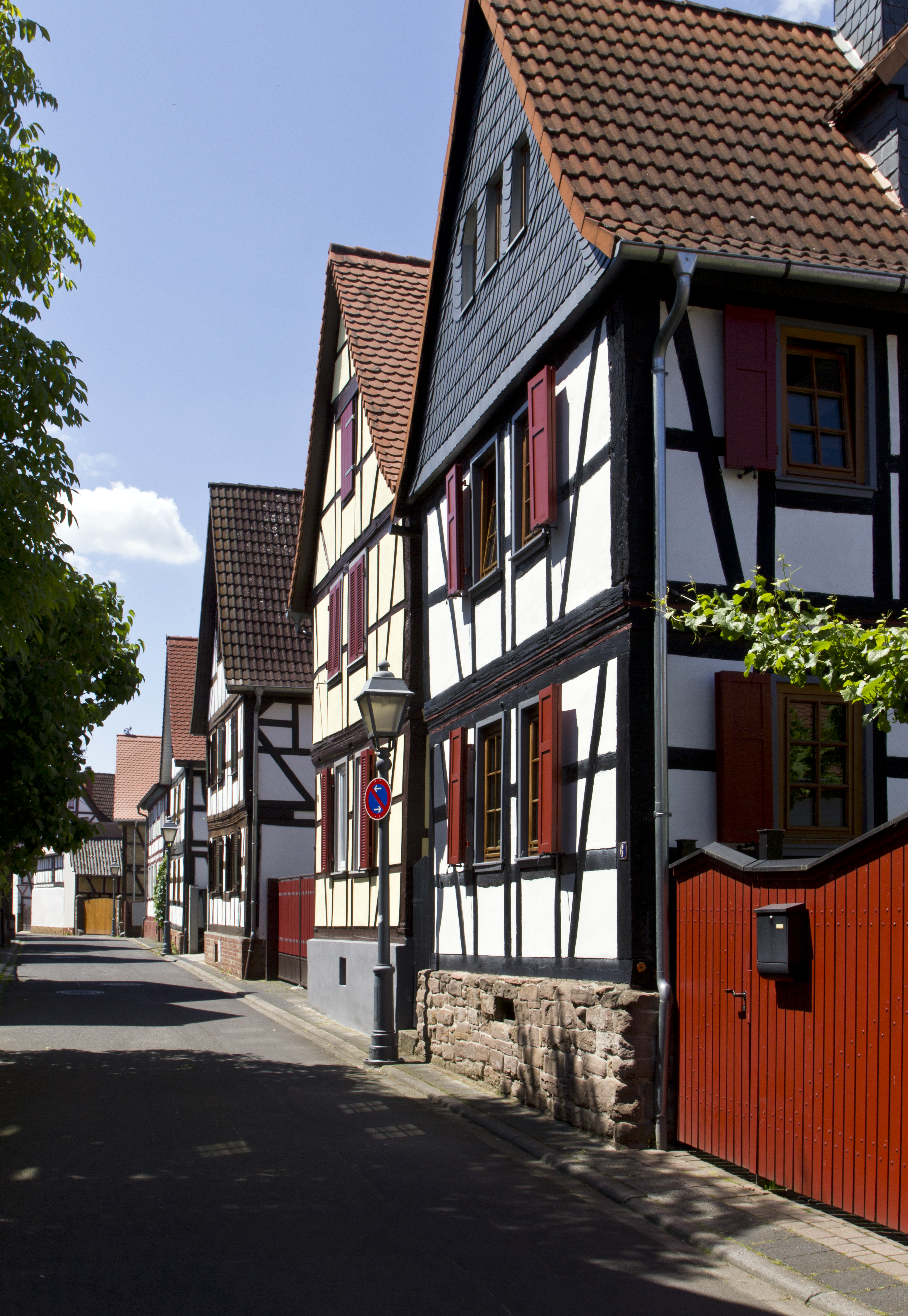
Fachwerkhäuser in der Hirtengasse

### Mittelalter
Die früheste erhalten gebliebene Urkunde, die Eichen erwähnt, stammt vom 16. Februar 1035. In ihr schenkt Kaiser Konrad II. ein in Eichine gelegenes Gut seiner Gattin Gisela von Schwaben. Unmittelbar im Anschluss daran übertragen beide gemeinsam dem Kloster Limburg an der Haardt dieses und weitere Güter als Gründungsausstattung. In der Urkunde wird Eichen als in der Wetterau liegend beschrieben, in der Grafschaft des Grafen Otto (in pago Wedereibie in comitatu Ottonis comitis). Weiter heißt es darin, das Kloster erhalte den Ort zum Eigentum, mit allen Rechten und Nutznießungen wie sie seither die rheinfränkischen Herzöge dort inne gehabt hätten. In
erhaltenen Urkunden späterer Zeit wurde Eichen unter den folgenden Namen erwähnt (in Klammern das Jahr der Erwähnung): Eigene (1258) und Eychen (1355).
Den Fronhof, den die adlige Familie von Eichen (nachgewiesen von 1253 bis 1373) im Dorf besaß, kaufte 1356 die Propstei Naumburg. Die Oberhoheit in Eichen lag schon damals bei Hanau, obwohl der älteste erhaltene Lehensbrief aus dem Jahr 1439 stammt, der belegt, dass die Grafen von Hanau das Dorf und die Vogtei vom Kloster Limburg, später von der Kurpfalz zu Lehen trugen. Bei der Landesteilung 1458 kam Eichen zur Grafschaft Hanau-Münzenberg.
1380 ist eine Kapelle belegt, deren Patrozinium bei der Heiligen Lucia lag. Die Gemeinde war eine Filiale der Pfarrei Heldenbergen. Das Patronat lag zunächst beim Pfarrer von Heldenbergen, der es dem Mainzer Domkapitel abtrat.

### Neuzeit
Die Grafschaft Hanau-Münzenberg schloss sich in der Reformation zunächst der lutherischen Konfession an, ab 1597 war sie reformiert. Bis zum 17. Jahrhundert bestand eine gemeinsame protestantische Pfarrei mit Erbstadt und Ostheim. Später bildete Eichen eine eigene Kirchengemeinde.

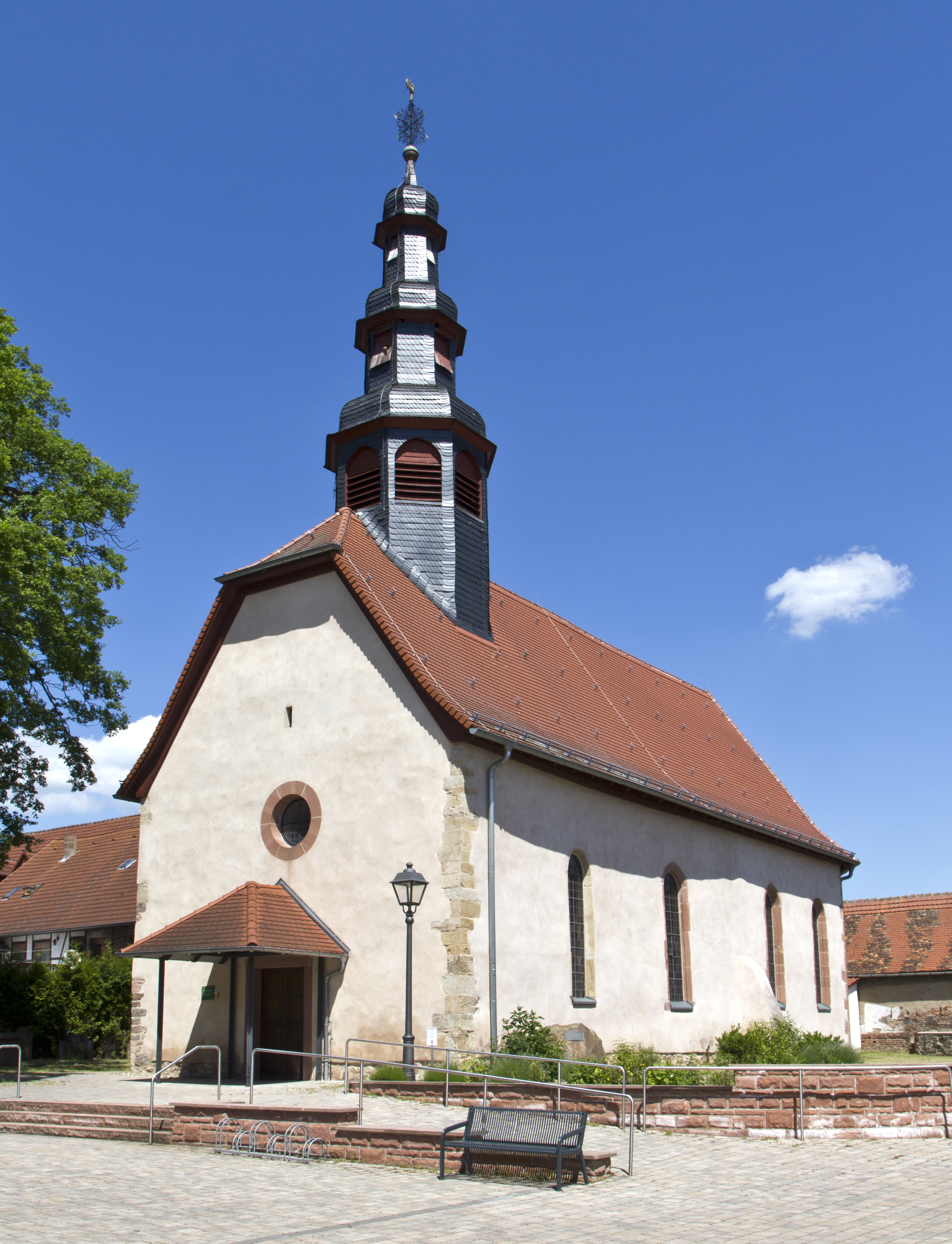
Evangelische Kirche Eichen

Nach dem Tod des letzten Hanauer Grafen, Johann Reinhard III., fiel die Grafschaft Hanau-Münzenberg – und mit ihr Eichen – 1736 an die Landgrafschaft Hessen-Kassel, deren Herrscher 1803 zum Kurfürst avancierte. Während der napoleonischen Zeit stand Eichen ab 1806 unter französischer Militärverwaltung, gehörte 1807 bis 1810 zum Fürstentum Hanau und dann von 1810 bis 1813 zum Großherzogtum Frankfurt, Departement Hanau. Anschließend fiel es an das Kurfürstentum Hessen zurück. Bei der kurhessischen Verwaltungsreform von 1821, im Rahmen derer Kurhessen in vier Provinzen und 22 Kreise eingeteilt wurde, wurde Eichen dem Landkreis Hanau zugeteilt. 1866 wurde das Kurfürstentum nach dem Preußisch-Österreichischen Krieg von Preußen annektiert. Nach dem Zweiten Weltkrieg wurde sein Gebiet Bestandteil Hessens. Im Zuge der Gebietsreform in Hessen wurde Eichen am 31. Dezember 1971 in die Stadt Nidderau eingemeindet.

### Einwohnerentwicklung
| - 1587: 48 Schützen und 25 Spießer - 1632: 76 Familien - 1707: 95 Familien - 1754: 117 Haushaltungen mit 502 Personen | - 2000: 1930 Einwohner - 2010: 1813 Einwohner - 2019: 1936 Einwohner |

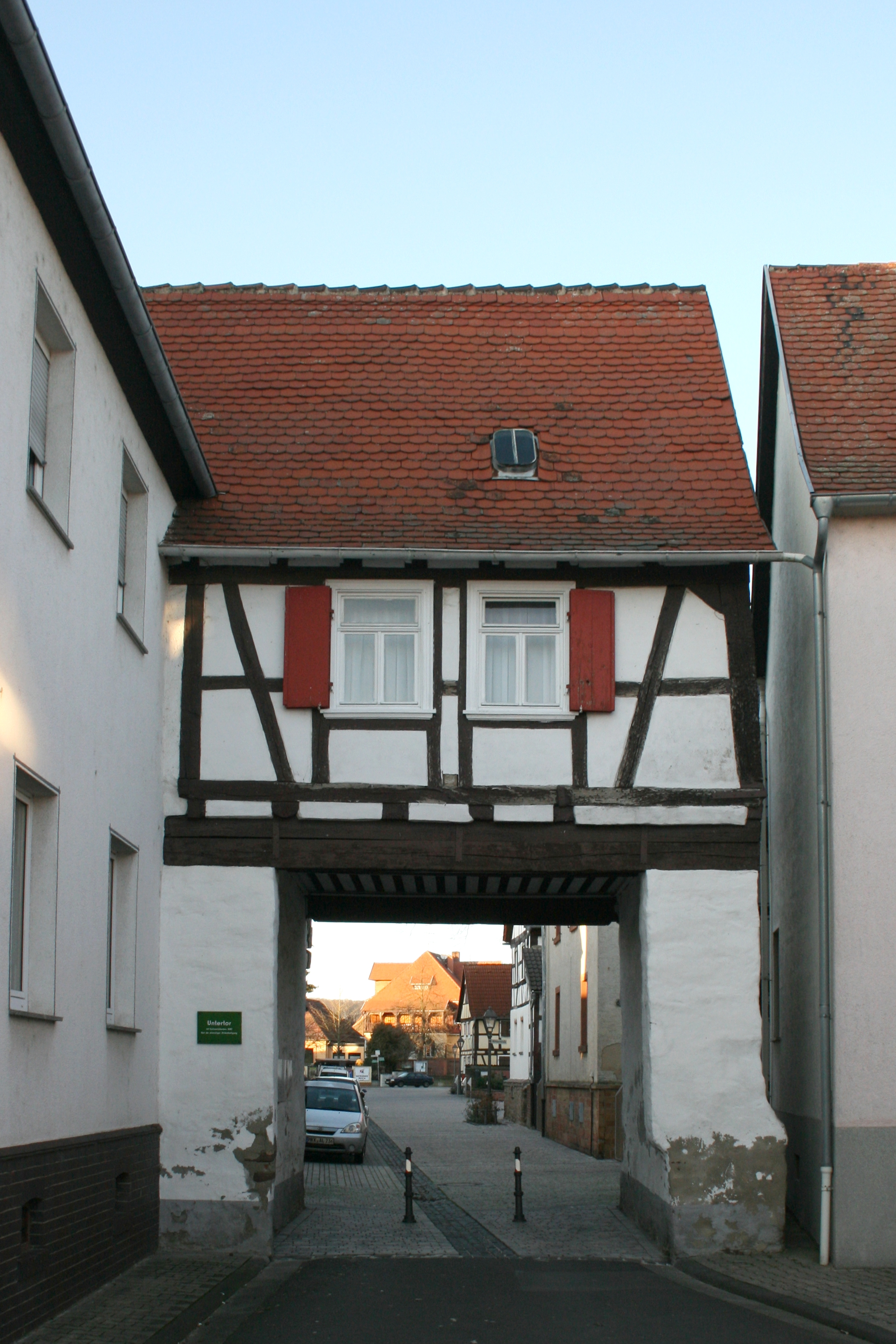
Untertor von 1682 mit Obergeschoss aus Fachwerk, Teil der ehemaligen Ortsbefestigung.

Hessisches Statistisches Landesamt

## Verkehr
Nordwestlich von Eichen verläuft die Bundesstraße 521. Im Südosten liegt ein Haltepunkt der Niddertalbahn. Bis 1988 bestand hier ein Bahnhof.

## Persönlichkeiten
- Heinrich Wilhelm Laubach (1835–1906), Bürgermeister und Abgeordneter des Provinziallandtages der Provinz Hessen-Nassau
- Wilhelm Adam (General, 1893) (1893–1978), deutscher Offizier und Politiker, geboren in Eichen

## Weiter Wissenswertes
- Am südlichen Ortsrand lag eine Getreidemühle an einem von der Nidder abzweigenden Mühlgraben, die 1920 stillgelegt wurde.
- In Eichen steht die Paul-Maar-Grundschule.
- Der Ort liegt an der Bonifatius-Route, einem Pilger- und Wanderweg.
- In der Kleinen Gasse vermittelt ein kurzer historischer Weg die Ortsgeschichte Eichens. Er beginnt am Untertor (1682) und führt vorbei an der evangelischen Pfarrkirche, die in ihrer heutigen Form vom Ende des 17./ Anfang des 18. Jahrhunderts stammt.
- Durch den Ort führt der Radwanderweg „BahnRadweg Hessen“ auf ehemaligen Bahntrassen ca. 250 km durch den Vogelsberg und die Rhön.